# Anthomyia oculifera
Anthomyia oculifera är en tvåvingeart som beskrevs av Jacques-Marie-Frangile Bigot 1885. Anthomyia oculifera ingår i släktet Anthomyia och familjen blomsterflugor. Inga underarter finns listade i Catalogue of Life.